# جزيرة تغريس
جزيرة تِغريس (بالبرتغالية: Ilha dos Tigres) هي جزيرة في أنغولا. تقع في مقاطعة ناميبي.

## التاريخ
إنها أكبر جزيرة في أنغولا. مساحتها 98 كم 2. كانت ذات يوم شبه جزيرة صغيرة في مضيق تغريس تُعرف باسم بينينسولا دوس تِغريس مع قرية أُقيمت لصيد تسمى سانت مارتن تغريس (بالبرتغالية: ساو مارتينو دوس تغريس).
اخترق المحيط برزخ شبه الجزيرة في 14 مارس 1962، وانقطع خط المياه. أصبحت تغريس جزيرة بين عشية وضحاها بدون إمدادات مياه. في وقت لاحق تم التخلي عن تغريس ومحطة الضخ عند مصب نهر كونيني، وأصبحت بلدة أشباح يغزوها التصحر ببطء.

## المراجع

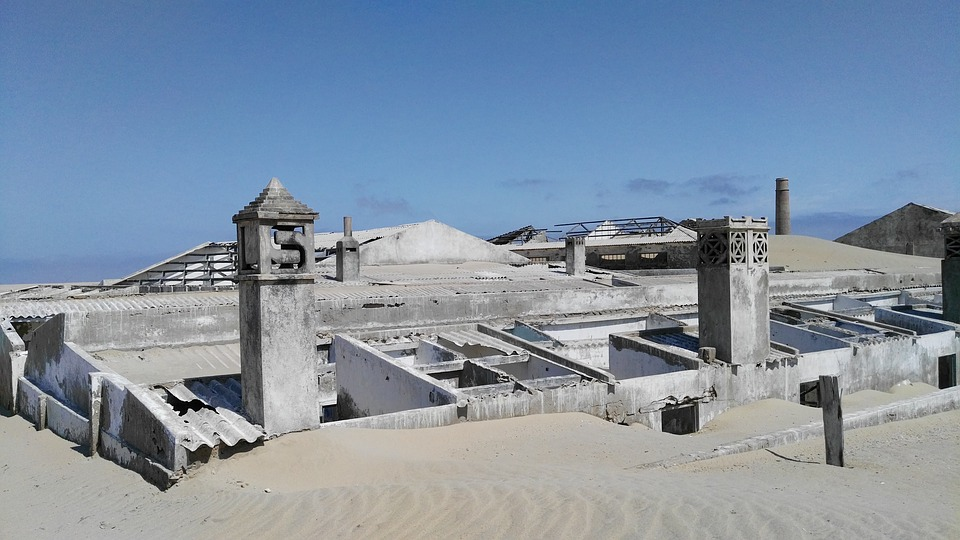
أطلال (2016)